# St. Nikolaus (Matrei)

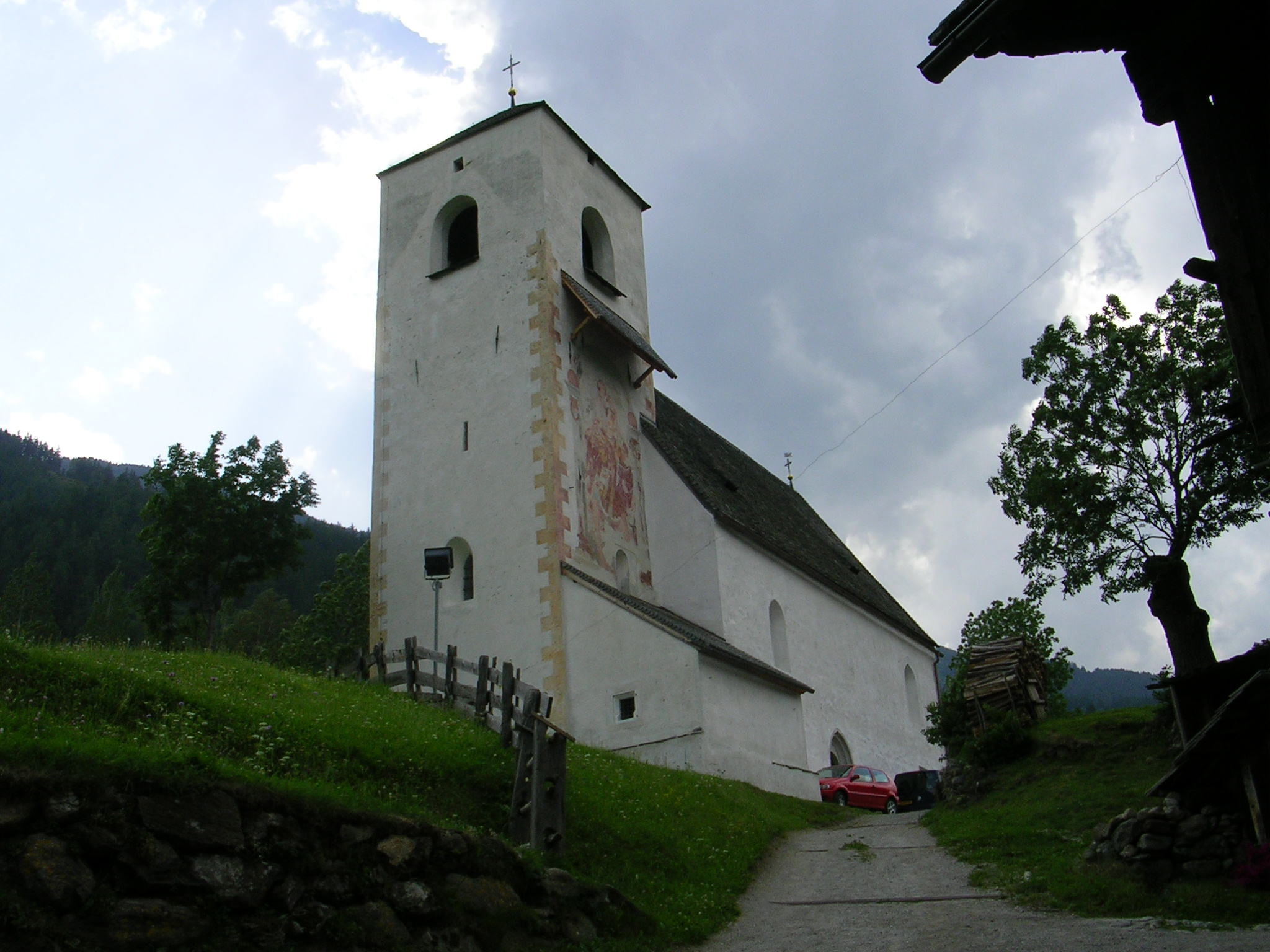
Romanische Bergkirche St. Nikolaus

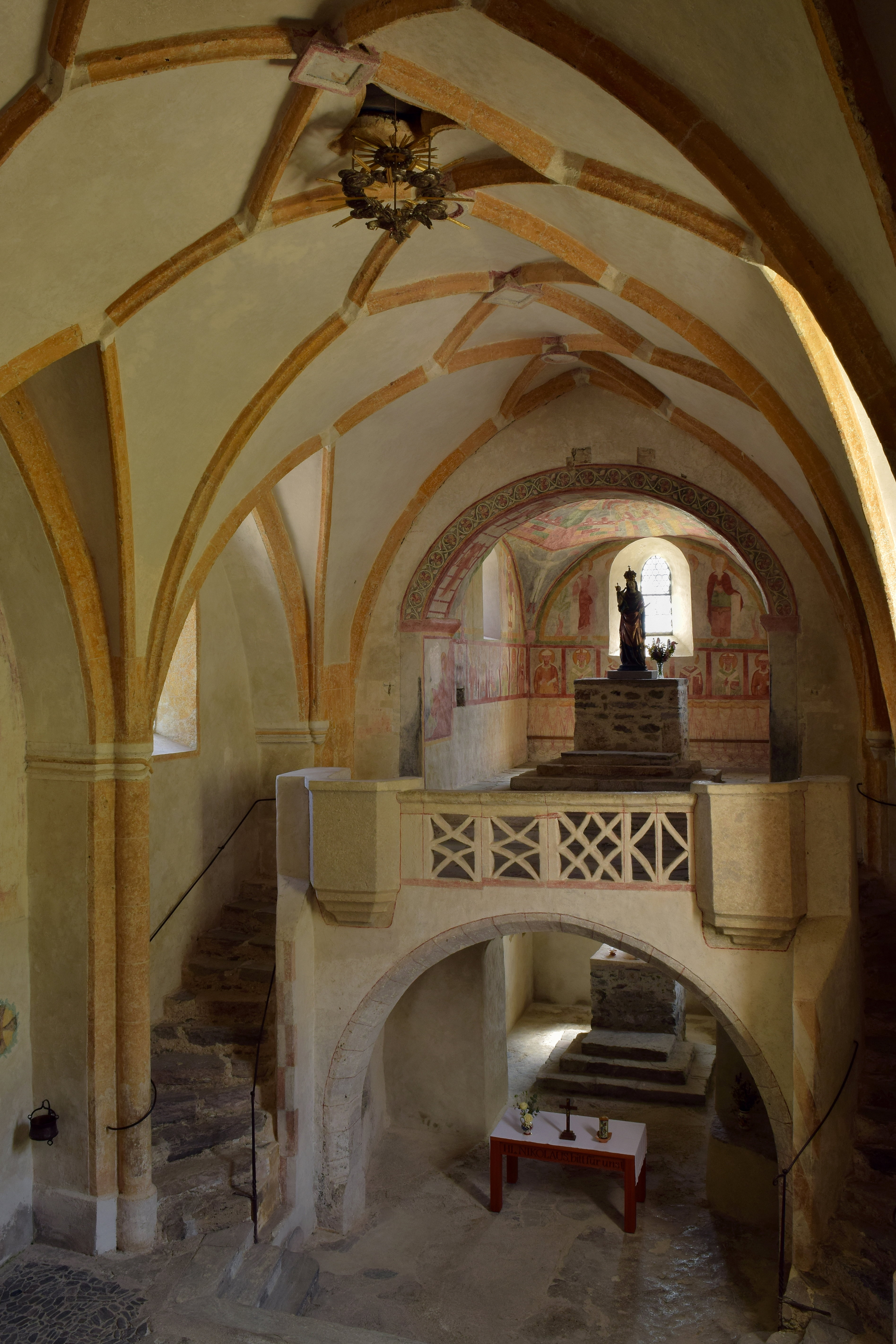
Innenansicht mit den übereinander angeordneten Chorräumen

St. Nikolaus ist eine römisch-katholische, dem hl. Nikolaus geweihte Kirche in der Fraktion Ganz der Gemeinde Matrei in Osttirol. Die Entstehung reicht bis in das 12. und 13. Jahrhundert zurück. Frühe Gebäudeteile wurden im 12. Jahrhundert im damals vorherrschenden Stil der Romanik erbaut.
Die Kirche wurde in der amerikanischen Miniserie „Heidi“ von 1993 als Drehort genutzt.

## Architektur
Bei der Kirche handelt es sich um einen einfachen Saalraum ohne Apsis. Der zusammen mit den Langhauswänden in der 2. Hälfte des 12. Jahrhunderts errichtete Chor im Osten wird durch einen ein Jahrhundert später aufgesetzten Turm überhöht, weshalb man auch von einer Ostturmkirche spricht. 
Eine Besonderheit sind die zwei übereinander angeordneten Chorräume. Im Zuge des gotischen Umbaus des Langhauses, der frühestens im 14. Jahrhundert erfolgte, wurde der zuvor flach gedeckte Innenraum durch ein Netzgewölbe überspannt. Im Westen wurde eine Empore eingezogen, während im Osten an den Seiten Treppenläufe eingebaut wurden, die zum Oberchor führen. Nördlich an den Chor wurde im 15./16. Jahrhundert der Sakristeibau angesetzt. 

### Ausstattung
Auf dem Altar im Unterchor steht eine Statue des heiligen Nikolaus, auf dem im Oberchor eine Holzfigur der Mutter Gottes. Bei beiden handelt es sich zwar um Kopien, die aber bereits aus dem Mittelalter (Nikolaus: um 1440; Madonna: um 1340) stammen.
Auf der Brüstung der Empore ist eine gotische Statue aus Sandstein des heiligen Albanus aufgestellt.
Die Kirche verfügt über drei im Turm aufgehängte Glocken.

### Fresken
Im Inneren befinden sich wertvolle Freskenreste aus verschiedenen Bauphasen. Vermutlich im 18. Jahrhundert wurden diese Fresken übertüncht und ab 1881 schrittweise wieder freigelegt und restauriert. 
Die Freskenmalereien in den Kapellen des Ober- und Unterchors mit Darstellungen des Irdischen Paradieses und des Himmlischen Jerusalem datieren um 1270.
Im Unterchor ist in vier Bildern das Irdische Paradies dargestellt. Die Bilder zeigen die Erschaffung Evas, den Sündenfall, die Vertreibung aus dem Paradies und Feldarbeit.
Das Gewölbe im Oberchor wird von der Darstellung des Himmlischen Jerusalem eingenommen. Über den Stadttoren sind die Zwölf Apostel gruppiert, während in den Ecken die vier Evangelisten abgebildet sind. Um die Rückwand des Chorraumes zieht sich ein Band mit Heiligendarstellungen. Vorne an der linken Seitenwand befindet sich eine Abbildung Jakobs, des dritten Erzvaters der Israeliten, und davon ausgehend auf der Unterseite des vorderen Bogens die Himmelsleiter mit Engeln.
Weiterer Freskenschmuck ist an der Außenseite zu finden in Gestalt einer Darstellung des heiligen Christophorus von ca. 1520 an der nördlichen Turmwand und einer Abbildung der Kreuzigung (ca. 1340) auf der Westseite über dem Eingang.